# Liste des réacteurs nucléaires en France
La liste des réacteurs nucléaires en France dénombre tous les réacteurs nucléaires construits en France, à visée de production d'électricité, de propulsion nucléaire ou bien de recherche.
Depuis décembre 2024, cinquante-sept réacteurs nucléaires produisent de l'électricité dans dix-huit centrales nucléaires. Douze installations sont en cours de démantèlement sur les quinze réacteurs électronucléaires définitivement arrêtés. Plusieurs filières de réacteurs électronucléaires ont été développées :
- neuf réacteurs de la filière uranium naturel graphite gaz (UNGG), construits à Marcoule, Chinon, Bugey et Saint-Laurent-des-Eaux, aujourd'hui déclassés ;
- un réacteur à eau lourde refroidi au gaz (HWGCR) construit à Brennilis, en phase de démantèlement ;
- deux réacteurs rapides refroidis au sodium (RNR-Na) : le réacteur expérimental Phénix à Marcoule et le prototype Superphénix à Creys-Malville, en cours de démantèlement ;
- soixante réacteurs à eau pressurisée (REP) : un en démantèlement à la centrale nucléaire de Chooz, deux définitivement arrêtés à la centrale nucléaire de Fessenheim et cinquante-sept en activité, dont le plus récent est l'EPR de la centrale nucléaire de Flamanville, connecté au réseau électrique le 21 décembre 2024.

D'autre part, depuis 2023, douze réacteurs nucléaires de la Marine nationale française propulsent dix sous-marins et un porte-avions à travers les mers du globe, tandis que neuf réacteurs de sous-marins sont en phase de démantèlement.

Enfin, depuis 2019, quatre réacteurs nucléaires de recherche sont en service, quarante à l'arrêt ou démantelés, et cinq en projet ou en phase de construction.

Carte des réacteurs nucléaires électrogènes français en activité et en construction (2022).

## Réacteurs nucléaires électrogènes

### Réacteurs en service

Calendrier de construction des centrales nucléaires françaises.

Âge en 2020 des réacteurs nucléaires français à partir de la date de mise en service,.

Les cinquante-sept réacteurs à eau pressurisée (REP) électrogènes en service en France ont tous été construits par Framatome. Ils représentent une puissance totale de 63 gigawatts. Les caractéristiques de ces réacteurs sont données dans le tableau ci-après, classés alphabétiquement. La puissance brute correspond à la puissance fournie sur le réseau, augmentée de la consommation interne de la centrale. La puissance nette correspond quant à elle à la puissance fournie sur le réseau et sert d'indicateur en ce qui concerne la puissance installée.
La date de raccordement au réseau ou du premier couplage au réseau correspond à la première production d’électricité dans des proportions telles qu'elle doit pour partie être transmise hors de la centrale. La date de mise en service industriel ou commercial est postérieure au premier couplage et correspond à une régularité industrielle de fonctionnement atteinte après une période de mise au point. Durant les paliers CP1, CP2 et P4/P’4, la durée de cette période de mise au point a rarement dépassé l’année. Pour le palier N4, un délais volontaire de deux ans (Civaux 2) à quatre ans (Civaux 1) s'est écoulé entre le premier couplage au réseau et la mise en service industriel.
Les réacteurs no 2 et 3 de la centrale du Bugey, mis en service en 1979, sont les plus anciens en service en France (46 ans). Le réacteur pressurisé européen (EPR) du site de Flamanville est le dernier couplé au réseau électrique national le 21 décembre 2024.
La France est le deuxième producteur d'électricité d'origine nucléaire au monde derrière les États-Unis. En 2019, l'énergie électrique d'origine nucléaire représente 17 % de l’énergie finale transformée en France, mais 70,6 % de l'électricité produite (69 % en 2021, 67,4 % en 2024), ce qui place la France au 1er rang mondial en part d'électricité d'origine nucléaire.
| Centrale nucléaire | Nom du réacteur | Palier | Puissance nette (MWe) | Puissance brute (MWe) | Puissance thermique (MWth) | Début de construction | Premier raccordement au réseau | Mise en service commercial | Source froide | Autorisation combustible MOX |
| ------------------ | --------------- | ------ | --------------------- | --------------------- | -------------------------- | --------------------- | ------------------------------ | -------------------------- | ------------- | ---------------------------- |
| Belleville         | Belleville-1    | P'4    | 1 310                 | 1 363                 | 3 817                      | 1er mai 1980          | 14 octobre 1987                | 1er juin 1988              | TAR           | Non                          |
| Belleville         | Belleville-2    | P'4    | 1 310                 | 1 363                 | 3 817                      | 1er août 1980         | 6 juillet 1988                 | 1er janvier 1989           | TAR           | Non                          |
| Blayais            | Blayais-1       | CP1    | 910                   | 951                   | 2 785                      | 1er janvier 1977      | 12 juin 1981                   | 1er décembre 1981          | Gironde       | Oui                          |
| Blayais            | Blayais-2       | CP1    | 910                   | 951                   | 2 785                      | 1er janvier 1977      | 17 juillet 1982                | 1er février 1983           | Gironde       | Oui                          |
| Blayais            | Blayais-3       | CP1    | 910                   | 951                   | 2 785                      | 1er avril 1978        | 17 août 1983                   | 14 novembre 1983           | Gironde       | Oui                          |
| Blayais            | Blayais-4       | CP1    | 910                   | 951                   | 2 785                      | 1er avril 1978        | 16 mai 1983                    | 1er octobre 1983           | Gironde       | Oui                          |
| Bugey              | Bugey-2         | CP0    | 910                   | 945                   | 2 785                      | 1er novembre 1972     | 10 mai 1978                    | 1er mars 1979              | Rhône         | Non                          |
| Bugey              | Bugey-3         | CP0    | 910                   | 945                   | 2 785                      | 1er septembre 1973    | 21 septembre 1978              | 1er mars 1979              | Rhône         | Non                          |
| Bugey              | Bugey-4         | CP0    | 880                   | 917                   | 2 785                      | 1er juin 1974         | 8 mars 1979                    | 1er juillet 1979           | TARx2         | Non                          |
| Bugey              | Bugey-5         | CP0    | 880                   | 917                   | 2 785                      | 1er juillet 1974      | 31 juillet 1979                | 3 janvier 1980             | TARx2         | Non                          |
| Cattenom           | Cattenom-1      | P'4    | 1 300                 | 1 362                 | 3 817                      | 29 octobre 1979       | 13 novembre 1986               | 1er avril 1987             | TAR           | Non                          |
| Cattenom           | Cattenom-2      | P'4    | 1 300                 | 1 362                 | 3 817                      | 28 juillet 1980       | 17 septembre 1987              | 1er février 1988           | TAR           | Non                          |
| Cattenom           | Cattenom-3      | P'4    | 1 300                 | 1 362                 | 3 817                      | 15 juin 1982          | 6 juillet 1990                 | 1er février 1991           | TAR           | Non                          |
| Cattenom           | Cattenom-4      | P'4    | 1 300                 | 1 362                 | 3 817                      | 28 septembre 1983     | 27 mai 1991                    | 1er janvier 1992           | TAR           | Non                          |
| Chinon-B           | Chinon-B1       | CP2    | 905                   | 954                   | 2 785                      | 1er mars 1977         | 30 novembre 1982               | 1er février 1984           | TAR           | Oui                          |
| Chinon-B           | Chinon-B2       | CP2    | 905                   | 954                   | 2 785                      | 1er mars 1977         | 29 novembre 1983               | 1er août 1984              | TAR           | Oui                          |
| Chinon-B           | Chinon-B3       | CP2    | 905                   | 954                   | 2 785                      | 1er octobre 1980      | 20 octobre 1986                | 4 mars 1987                | TAR           | Oui                          |
| Chinon-B           | Chinon-B4       | CP2    | 905                   | 954                   | 2 785                      | 1er février 1981      | 14 novembre 1987               | 1er avril 1988             | TAR           | Oui                          |
| Chooz-B            | Chooz-B1        | N4     | 1 500                 | 1 560                 | 4 270                      | 1er janvier 1984      | 30 août 1996                   | 15 mai 2000                | TAR           | Non                          |
| Chooz-B            | Chooz-B2        | N4     | 1 500                 | 1 560                 | 4 270                      | 31 décembre 1985      | 10 avril 1997                  | 29 septembre 2000          | TAR           | Non                          |
| Civaux             | Civaux-1        | N4     | 1 495                 | 1 561                 | 4 270                      | 15 octobre 1988       | 24 décembre 1997               | 29 janvier 2002            | TAR           | Non                          |
| Civaux             | Civaux-2        | N4     | 1 495                 | 1 561                 | 4 270                      | 1er avril 1991        | 24 décembre 1999               | 23 avril 2002              | TAR           | Non                          |
| Cruas              | Cruas-1         | CP2    | 915                   | 956                   | 2 785                      | 1er août 1978         | 29 avril 1983                  | 2 avril 1984               | TAR           | Non (autorisé URT)           |
| Cruas              | Cruas-2         | CP2    | 915                   | 956                   | 2 785                      | 15 novembre 1978      | 6 septembre 1984               | 1er avril 1985             | TAR           | Non (autorisé URT)           |
| Cruas              | Cruas-3         | CP2    | 915                   | 956                   | 2 785                      | 15 avril 1979         | 14 mai 1984                    | 10 septembre 1984          | TAR           | Non (autorisé URT)           |
| Cruas              | Cruas-4         | CP2    | 915                   | 956                   | 2 785                      | 1er octobre 1979      | 27 octobre 1984                | 11 février 1985            | TAR           | Non (autorisé URT)           |
| Dampierre          | Dampierre-1     | CP1    | 890                   | 937                   | 2 785                      | 1er février 1975      | 23 mars 1980                   | 10 septembre 1980          | TAR           | Oui                          |
| Dampierre          | Dampierre-2     | CP1    | 890                   | 937                   | 2 785                      | 1er avril 1975        | 10 décembre 1980               | 16 février 1981            | TAR           | Oui                          |
| Dampierre          | Dampierre-3     | CP1    | 890                   | 937                   | 2 785                      | 1er septembre 1975    | 30 janvier 1981                | 27 mai 1981                | TAR           | Oui                          |
| Dampierre          | Dampierre-4     | CP1    | 890                   | 937                   | 2 785                      | 1er décembre 1975     | 18 août 1981                   | 20 novembre 1981           | TAR           | Oui                          |
| Flamanville        | Flamanville-1   | P4     | 1 330                 | 1 382                 | 3 817                      | 1er décembre 1979     | 4 décembre 1985                | 1er décembre 1986          | mer           | Non                          |
| Flamanville        | Flamanville-2   | P4     | 1 330                 | 1 382                 | 3 817                      | 1er mai 1980          | 18 juillet 1986                | 9 mars 1987                | mer           | Non                          |
| Flamanville        | Flamanville-3   | EPR    | 1 630                 | 1 650                 | 4 300                      | 3 décembre 2007       | 21 décembre 2024               |                            | mer           | Oui                          |
| Golfech            | Golfech-1       | P'4    | 1 310                 | 1 363                 | 3 817                      | 17 novembre 1982      | 7 juin 1990                    | 1er février 1991           | TAR           | Non                          |
| Golfech            | Golfech-2       | P'4    | 1 310                 | 1 363                 | 3 817                      | 1er octobre 1984      | 18 juin 1993                   | 4 mars 1994                | TAR           | Non                          |
| Gravelines         | Gravelines-1    | CP1    | 910                   | 951                   | 2 785                      | 1er février 1975      | 13 mars 1980                   | 25 novembre 1980           | mer           | Oui                          |
| Gravelines         | Gravelines-2    | CP1    | 910                   | 951                   | 2 785                      | 1er mars 1975         | 26 août 1980                   | 1er décembre 1980          | mer           | Oui                          |
| Gravelines         | Gravelines-3    | CP1    | 910                   | 951                   | 2 785                      | 1er décembre 1975     | 12 décembre 1980               | 1er juin 1981              | mer           | Oui                          |
| Gravelines         | Gravelines-4    | CP1    | 910                   | 951                   | 2 785                      | 1er avril 1976        | 14 juin 1981                   | 1er octobre 1981           | mer           | Oui                          |
| Gravelines         | Gravelines-5    | CP1    | 910                   | 951                   | 2 785                      | 1er octobre 1979      | 28 août 1984                   | 15 janvier 1985            | mer           | Oui                          |
| Gravelines         | Gravelines-6    | CP1    | 910                   | 951                   | 2 785                      | 1er octobre 1979      | 1er août 1985                  | 25 octobre 1985            | mer           | Oui                          |
| Nogent             | Nogent-1        | P'4    | 1 310                 | 1 363                 | 3 817                      | 26 mai 1981           | 21 octobre 1987                | 24 février 1988            | TAR           | Non                          |
| Nogent             | Nogent-2        | P'4    | 1 310                 | 1 363                 | 3 817                      | 1er janvier 1982      | 14 décembre 1988               | 1er mai 1989               | TAR           | Non                          |
| Paluel             | Paluel-1        | P4     | 1 300                 | 1 382                 | 3 817                      | 15 août 1977          | 22 juin 1984                   | 1er décembre 1985          | mer           | Non                          |
| Paluel             | Paluel-2        | P4     | 1 300                 | 1 382                 | 3 817                      | 1er janvier 1978      | 14 septembre 1984              | 1er décembre 1985          | mer           | Non                          |
| Paluel             | Paluel-3        | P4     | 1 300                 | 1 382                 | 3 817                      | 1er février 1979      | 30 septembre 1985              | 1er février 1986           | mer           | Non                          |
| Paluel             | Paluel-4        | P4     | 1 300                 | 1 382                 | 3 817                      | 1er février 1980      | 11 avril 1986                  | 1er juin 1986              | mer           | Non                          |
| Penly              | Penly-1         | P'4    | 1 330                 | 1 382                 | 3 817                      | 1er septembre 1982    | 4 mai 1990                     | 1er décembre 1990          | mer           | Non                          |
| Penly              | Penly-2         | P'4    | 1 330                 | 1 382                 | 3 817                      | 1er août 1984         | 4 février 1992                 | 1er novembre 1992          | mer           | Non                          |
| Saint-Alban        | St-Alban-1      | P4     | 1 335                 | 1 381                 | 3 817                      | 29 janvier 1979       | 30 août 1985                   | 1er mai 1986               | Rhône         | Non                          |
| Saint-Alban        | St-Alban-2      | P4     | 1 335                 | 1 381                 | 3 817                      | 31 juillet 1979       | 3 juillet 1986                 | 1er mars 1987              | Rhône         | Non                          |
| Saint-Laurent      | St-Laurent-B1   | CP2    | 915                   | 956                   | 2 785                      | 1er mai 1976          | 21 janvier 1981                | 1er août 1983              | TAR           | Oui                          |
| Saint-Laurent      | St-Laurent-B2   | CP2    | 915                   | 956                   | 2 785                      | 1er juillet 1976      | 1er juin 1981                  | 1er août 1983              | TAR           | Oui                          |
| Tricastin          | Tricastin-1     | CP1    | 915                   | 955                   | 2 785                      | 1er novembre 1974     | 31 mai 1980                    | 1er décembre 1980          | Rhône (canal) | Oui                          |
| Tricastin          | Tricastin-2     | CP1    | 915                   | 955                   | 2 785                      | 1er décembre 1974     | 7 août 1980                    | 1er décembre 1980          | Rhône (canal) | Oui                          |
| Tricastin          | Tricastin-3     | CP1    | 915                   | 955                   | 2 785                      | 1er avril 1975        | 10 février 1981                | 11 mai 1981                | Rhône (canal) | Oui                          |
| Tricastin          | Tricastin-4     | CP1    | 915                   | 955                   | 2 785                      | 1er mai 1975          | 12 juin 1981                   | 1er novembre 1981          | Rhône (canal) | Oui                          |

Synthèse
- Palier CP0 et CPY : 2 785 MWth / 906,6 MWe : 32 tranches
- Palier P4 et P'4 : 3 817 MWth / 1 312,5 MWe : 20 tranches
- Palier N4 : 4 270 MWth / 1 497,5 MWe : 4 tranches
- EPR : 4 300 MWth / 1 630 MWe : 1 tranche
- Puissance totale (57 tranches) : 63 000 MWe[8].

### Réacteurs en projet
| Nom du projet     | Commune (département)       | Filière (sigle)  | Palier | Puissance (MWe) | Annonce du projet | Remarque                              |
| ----------------- | --------------------------- | ---------------- | ------ | --------------- | ----------------- | ------------------------------------- |
| Penly 3 et 4      | Petit-Caux (Seine-Maritime) | Eau légère (REP) | EPR2   | 2 x 1 670       | 2019              | Construction d'une paire de tranches. |
| Gravelines 7 et 8 | Gravelines (Nord)           | Eau légère (REP) | EPR2   | 2 x 1 670       | 2021              | Construction d'une paire de tranches. |
| Bugey 6 et 7      | Saint-Vulbas (Ain)          | Eau légère (REP) | EPR2   | 2 x 1 670       | 2023              | Construction d'une paire de tranches. |

### Réacteurs arrêtés définitivement
Quinze des réacteurs nucléaires électrogènes construits en France depuis 1955 sont arrêtés définitivement, neuf réacteurs exploités par EDF sont en cours de démantèlement (ou déconstruction) sur six sites (Chooz, Brennilis, Bugey, Chinon, Saint-Laurent et Creys-Malville), trois réacteurs (G1, G2, et G3) exploités par le CEA sont en cours de démantèlement sur le site de Marcoule. Le début du démantèlement des réacteurs de Phénix (Marcoule) et de Fessenheim nécessite au préalable le déchargement des cœurs des réacteurs et le traitement du sodium pour Phénix,. Le tableau ci-après présente leurs caractéristiques, les valeurs de puissance indiquées représentent la puissance délivrée sur le réseau pour chaque réacteur (puissance électrique nette en mégawatt, ou MWe nets).
| !a             | !a                           | !a                    | !a                     | !a        | -9   | -9   | -9   | -9 |  |  |  |
| Marcoule       | Chusclan (Gard)              | G1 (CEA)              | graphite gaz (UNGG)    | 0 MWe     | 1955 | 1956 | 1968 |    |  |  |  |
| Marcoule       | Chusclan (Gard)              | G2 (CEA)              | graphite-gaz (UNGG)    | 39 MWe    | 1955 | 1959 | 1980 |    |  |  |  |
| Marcoule       | Chusclan (Gard)              | G3 (CEA)              | graphite-gaz (UNGG)    | 40 MWe    | 1956 | 1960 | 1984 |    |  |  |  |
| Marcoule       | Chusclan (Gard)              | Phénix (CEA/EDF)      | neutrons rapides (RNR) | 130 MWe   | 1968 | 1974 | 2010 |    |  |  |  |
| Chinon         | Avoine (Indre-et-Loire)      | Chinon-A1 (EDF)       | graphite-gaz (UNGG)    | 70 MWe    | 1957 | 1963 | 1973 |    |  |  |  |
| Chinon         | Avoine (Indre-et-Loire)      | Chinon-A2 (EDF)       | graphite-gaz (UNGG)    | 210 MWe   | 1959 | 1965 | 1985 |    |  |  |  |
| Chinon         | Avoine (Indre-et-Loire)      | Chinon-A3 (EDF)       | graphite-gaz (UNGG)    | 480 MWe   | 1961 | 1966 | 1990 |    |  |  |  |
| Chooz          | Chooz (Ardennes)             | Chooz-A (SENA)        | eau légère (REP)       | 310 MWe   | 1962 | 1967 | 1991 |    |  |  |  |
| Brennilis      | Brennilis (Finistère)        | EL4 (CEA/EDF)         | gaz-eau lourde (HWGCR) | 70 MWe    | 1962 | 1967 | 1985 |    |  |  |  |
| Saint-Laurent  | Saint-Laurent (Loir-et-Cher) | St-Laurent-A1 (EDF)   | graphite-gaz (UNGG)    | 480 MWe   | 1963 | 1969 | 1990 |    |  |  |  |
| Saint-Laurent  | Saint-Laurent (Loir-et-Cher) | St-Laurent-A2 (EDF)   | graphite-gaz (UNGG)    | 515 MWe   | 1966 | 1971 | 1992 |    |  |  |  |
| Bugey          | Saint-Vulbas (Ain)           | Bugey-1 (EDF)         | graphite-gaz (UNGG)    | 540 MWe   | 1965 | 1972 | 1994 |    |  |  |  |
| Creys-Malville | Creys-Mépieu (Isère)         | Superphénix (CEA/EDF) | neutrons rapides (RNR) | 1 200 MWe | 1976 | 1986 | 1998 |    |  |  |  |
| Fessenheim     | Fessenheim (Haut-Rhin)       | Fessenheim-1 (EDF)    | eau légère (REP)       | 880 MWe   | 1971 | 1978 | 2020 |    |  |  |  |
| Fessenheim     | Fessenheim (Haut-Rhin)       | Fessenheim-2 (EDF)    | eau légère (REP)       | 880 MWe   | 1972 | 1978 | 2020 |    |  |  |  |

### Projets abandonnés de réacteurs électrogènes
| Nom du projet | Commune (département)                                  | Filière (sigle)  | Palier | Puissance (MWe) | Annonce du projet | Abandon du projet | Remarque |
| ------------- | ------------------------------------------------------ | ---------------- | ------ | --------------- | ----------------- | ----------------- | -------- |
| !a            | !a                                                     | !a               | !a     | -9              | -9                | -9                | -9       |
| Le Cap du Roc | Port-la-Nouvelle (Aude)                                | Eau légère (REP) | P4     | 5 200           | 1973              | 1975              |          |
| Erdeven       | Erdeven (Morbihan)                                     | Eau légère (REP) | P4     | 5 200           | 1974              | 1975              |          |
| Le Carnet     | Le Pellerin - Saint-Viaud - Frossay (Loire-Atlantique) | Eau légère (REP) | P4     | 5 200           | 1976              | 1997              |          |
| Thermos       | CEA Grenoble                                           | piscine          | ?      | 100             | 1979              | 1981              |          |
| Plogoff       | Plogoff (Finistère)                                    | Eau légère (REP) | P4     | 5 200           | 1978              | 1981              |          |
| Penly 3       | Petit-Caux (Seine-Maritime)                            | Eau légère (REP) | EPR    | 1 600           | 2009              | 2012              |          |

## Réacteurs de recherche

### Réacteurs de recherche en service
| Localisation            | Nom   | Puissance thermique | Type de réacteur                           | Type de combustible         | Mise en service | Arrêt prévu |
| ----------------------- | ----- | ------------------- | ------------------------------------------ | --------------------------- | --------------- | ----------- |
| ILL Grenoble            | RHF   | 57 MW               | piscine à eau légère et caisson eau lourde | Plaques 93 %                | 1971            | 2035        |
| Centre CEA de Cadarache | Azur  | ~0                  | réacteur à eau légère                      | UO2                         | 1962            | ?           |
| Centre CEA de Cadarache | Cabri | 25 MW               | piscine à eau légère                       | Crayons 2,8 %               | 1963            | ?           |
| Centre CEA de Cadarache | RES   | 150 MW              | réacteur à eau pressurisée K15             | UO2 enrichi à moins de 20 % | 2018            | ?           |

### Réacteurs de recherche en construction
| Localisation            | Nom  | Puissance thermique | Type de réacteur     | Type de combustible | Mise en service prévue |
| ----------------------- | ---- | ------------------- | -------------------- | ------------------- | ---------------------- |
| Centre CEA de Cadarache | RJH  | 100 MW              | piscine à eau légère | Plaques 20 %        | 2032                   |
| Centre CEA de Cadarache | ITER | 100/620 MW          | fusion nucléaire     | Tritium             | 2030                   |

### Réacteurs de recherche en projet
| Localisation               | Nom    | Puissance  | Type de réacteur            | Type de combustible | Mise en service prévue |
| -------------------------- | ------ | ---------- | --------------------------- | ------------------- | ---------------------- |
| Centre CEA de Cadarache    | Zephyr | ~0 MW      | ?                           | ?                   | 2028                   |
| Centre CEA de Cadarache    | Demo   | 2 à 4 GWth | fusion nucléaire            | Tritium             | 2050                   |
| Site nucléaire de Marcoule | Astrid | 600 MWe    | réacteur à neutrons rapides | Plutonium           | reporté sine die       |

### Réacteurs de recherche arrêtés définitivement
| Localisation                     | Nom         | Puissance thermique | Type de réacteur                    | Type de combustible                | Mise en service | Arrêt définitif |
| -------------------------------- | ----------- | ------------------- | ----------------------------------- | ---------------------------------- | --------------- | --------------- |
| Centre CEA de Fontenay-aux-Roses | Pile Zoé    | 150 kW              | pile à eau lourde                   | uranium naturel                    | 1947            | 1976            |
| Centre CEA de Fontenay-aux-Roses | Minerve     | 100 W               | pile-piscine à eau légère           | uranium enrichi                    | 1959            | 1977            |
| Centre CEA de Fontenay-aux-Roses | Triton      | 6,5 MW              | pile-piscine à eau légère           | uranium enrichi                    | 1959            | 1982            |
| Centre CEA de Fontenay-aux-Roses | Néréide     | 600 kW              | pile-piscine à eau légère           | uranium enrichi                    | 1959            | 1982            |
| Centre CEA de Saclay             | EL2         | 2,8 MW              | pile à eau lourde                   | uranium naturel                    | 1952            | 1965            |
| Centre CEA de Saclay             | Aquilon     | 100 W               | pile à eau lourde                   | uranium naturel                    | 1956            | 1967            |
| Centre CEA de Saclay             | EL3         | 18 MW               | pile à eau lourde                   | uranium légèrement enrichi         | 1957            | 1979            |
| Centre CEA de Saclay             | Rubéole     | ?                   | pile modérée à l'oxyde de béryllium | oxyde d'uranium légèrement enrichi | 1957            | 1963            |
| Centre CEA de Saclay             | Proserpine  | 1 W                 | Pile à eau légère                   | plutonium                          | 1958            | 1961            |
| Centre CEA de Saclay             | PEG         | 0,1 W               | piscine                             | ?                                  | 1959            | 1960            |
| Centre CEA de Saclay             | Alizé       | 100 W               | pile à eau légère                   | uranium enrichi                    | 1959            | 1967            |
| Centre CEA de Saclay             | Ulysse      | 100 kW              | type argonaute                      | uranium enrichi entre 20 % et 90 % | 1961            | 2007            |
| Centre CEA de Saclay             | Osiris      | 70 MW               | piscine à eau légère                | U3Si2Al enrichi à 20 %             | 1966            | 2015            |
| Centre CEA de Saclay             | Isis        | 700 kW              | piscine à eau légère                | U3Si2Al enrichi à 20 %             | 1966            | 2019            |
| Centre CEA de Saclay             | Orphée      | 14 MW               | caisson en eau lourde               | uranium enrichi à 93 %             | 1980            | 2019            |
| Valduc                           | Rachel      | ?                   | réacteur à neutrons rapides         | plutonium                          | 1961            | ?               |
| Valduc                           | Prospero    | 3 kW                | réacteur à neutrons rapides         | uranium très enrichi               | 1968            | ?               |
| Valduc                           | Caliban     | ?                   | réacteur rapide pulsé               | Uranium 235 à 93 %                 | 1970            | ?               |
| Valduc                           | Silène      | ~10 kW              | réacteur rapide pulsé               | nitrate d’uranyle enrichi à 93 %   | 1974            | ?               |
| Centre CEA de Grenoble           | Mélusine    | 8 MW                | piscine à cœur ouvert               | uranium enrichi                    | 1958            | 1988            |
| Centre CEA de Grenoble           | Siloé       | 35 MW               | piscine à cœur ouvert               | uranium enrichi à 90 %             | 1963            | 1997            |
| Centre CEA de Grenoble           | Siloette    | 100 kW              | piscine à cœur ouvert               | uranium enrichi à 93 %             | 1964            | 2002            |
| Université Strasbourg I          | RUS         | 100 kW              | réacteur argonaute                  | uranium enrichi à 93 %             | 1966            | 1997            |
| Site nucléaire de Marcoule       | Marius      | 400 W               | empilement critique à graphite      | ?                                  | 1960            | 1965            |
| Site nucléaire de Marcoule       | Celestin I  | 190 MW              | eau lourde                          | combustible métal                  | 1967            | 2009            |
| Site nucléaire de Marcoule       | Celestin II | 190 MW              | eau lourde                          | combustible métal                  | 1968            | 2009            |
| Site nucléaire de Marcoule       | Phénix      | 563 MW              | réacteur à neutrons rapides         | plutonium                          | 1973            | 2009            |
| Centre CEA de Cadarache          | Peggy       | 1 kW                | maquette critique                   | ?                                  | 1961            | 1975            |
| Centre CEA de Cadarache          | Pégase      | 35 MW               | piscine à eau légère                | ?                                  | 1963            | 1975            |
| Centre CEA de Cadarache          | César       | 10 kW               | graphite                            | ?                                  | 1964            | 1974            |
| Centre CEA de Cadarache          | PAT         | ?                   | réacteur à eau pressurisée          | UO2 enrichi à moins de 20 %        | 1964            | 1992            |
| Centre CEA de Cadarache          | Marius      | 400 W               | empilement critique à graphite      | uranium naturel                    | 1965            | 1983            |
| Centre CEA de Cadarache          | Harmonie    | 1 kW                | maquette neutrons rapides           | uranium métallique enrichi à 93 %  | 1965            | 1996            |
| Centre CEA de Cadarache          | Eole        | 500 W               | réacteur eau légère                 | UO2, MOX                           | 1965            | 2017            |
| Centre CEA de Cadarache          | Masurca     | 5 kW                | Maquette neutrons rapides           | variable                           | 1966            | 2018            |
| Centre CEA de Cadarache          | Rapsodie    | 40 MW               | réacteur à neutrons rapides         | plutonium                          | 1967            | 1983            |
| Centre CEA de Cadarache          | CAP         | ?                   | réacteur à eau pressurisée          | UO2 enrichi et MOX                 | 1975            | 1987            |
| Centre CEA de Cadarache          | Minerve     | 100 W               | piscine eau légère                  | uranium enrichi à 93 %             | 1977            | 2017            |
| Centre CEA de Cadarache          | Phébus      | 38 MW               | piscine à eau légère                | Crayons 2,8 %                      | 1978            | 2009            |
| Centre CEA de Cadarache          | RNG         | 150 MW              | réacteur à eau pressurisée          | UO2 enrichi à moins de 20 %        | 1989            | 2005            |

## Réacteurs nucléaires de propulsion navale

### Réacteurs de propulsion en service
| Bâtiment          | Réacteur | Type de réacteur           | Puissance thermique | Début des travaux | Mise en service |
| ----------------- | -------- | -------------------------- | ------------------- | ----------------- | --------------- |
| Émeraude          | K 48     | Réacteur à eau pressurisée | 48 MW               | 1983              | 1986            |
| Améthyste         | K 48     | Réacteur à eau pressurisée | 48 MW               | 1984              | 1988            |
| Perle             | K 48     | Réacteur à eau pressurisée | 48 MW               | 1987              | 1990            |
| Le Triomphant     | K 15     | Réacteur à eau pressurisée | 150 MW              | 1989              | 1997            |
| Le Téméraire      | K 15     | Réacteur à eau pressurisée | 150 MW              | 1993              | 1998            |
| Le Vigilant       | K 15     | Réacteur à eau pressurisée | 150 MW              | 1996              | 2003            |
| Le Terrible       | K 15     | Réacteur à eau pressurisée | 150 MW              | 2000              | 2008            |
| Charles de Gaulle | K 15 x2  | Réacteur à eau pressurisée | 150 MW x2           | 1986              | 1994            |
| Suffren           | K 15     | Réacteur à eau pressurisée | 150 MW              | 1998              | 2018            |
| Duguay-Trouin     | K 15     | Réacteur à eau pressurisée | 150 MW              | 2009              | 2022            |
| Tourville         | K 15     | Réacteur à eau pressurisée | 150 MW              | 2011              | 2024            |

### Réacteurs de propulsion en construction
| Bâtiment   | Réacteur | Type de réacteur           | Puissance thermique | Début des travaux | Mise en service prévue |
| ---------- | -------- | -------------------------- | ------------------- | ----------------- | ---------------------- |
| De Grasse  | K 15     | Réacteur à eau pressurisée | 150 MW              | 2023              |                        |
| Rubis      | K 15     | Réacteur à eau pressurisée | 150 MW              |                   |                        |
| Casabianca | K 15     | Réacteur à eau pressurisée | 150 MW              |                   |                        |

### Réacteurs de propulsion en projet
| Bâtiment                         | Réacteur | Type de réacteur           | Puissance thermique | Début des travaux prévu | Mise en service prévue |
| -------------------------------- | -------- | -------------------------- | ------------------- | ----------------------- | ---------------------- |
| SNLE 3G (1)                      | K 15     | Réacteur à eau pressurisée |                     | 2024                    | 2035                   |
| SNLE 3G (2)                      | K 15     | Réacteur à eau pressurisée |                     |                         |                        |
| SNLE 3G (3)                      | K 15     | Réacteur à eau pressurisée |                     |                         |                        |
| SNLE 3G (4)                      | K 15     | Réacteur à eau pressurisée |                     |                         | 2050                   |
| Porte Avions Nouvelle Génération | K 22 x2  | Réacteur à eau pressurisée |                     | 2027                    | 2038                   |

### Réacteurs de propulsion arrêtés définitivement
| Bâtiment      | Réacteur | Type de réacteur           | Puissance thermique | Début des travaux | Mise en service | Arrêt définitif |
| ------------- | -------- | -------------------------- | ------------------- | ----------------- | --------------- | --------------- |
| Le Redoutable |          | Réacteur à eau pressurisée | 110 MW              | 1963              | 1967            | 1991            |
| Le Terrible   |          | Réacteur à eau pressurisée | 110 MW              | ?                 | 1969            | 1996            |
| Le Foudroyant |          | Réacteur à eau pressurisée | 110 MW              | 1969              | 1974            | 1998            |
| L'Indomptable |          | Réacteur à eau pressurisée | 110 MW              | 1971              | 1974            | 2005            |
| Le Tonnant    |          | Réacteur à eau pressurisée | 110 MW              | 1974              | 1980            | 1999            |
| L'Inflexible  |          | Réacteur à eau pressurisée | 110 MW              | 1980              | 1982            | 2008            |
| Rubis         | K 48     | Réacteur à eau pressurisée | 48 MW               | 1976              | 1983            | 2022            |
| Saphir        | K 48     | Réacteur à eau pressurisée | 48 MW               | 1979              | 1981            | 2019            |
| Casabianca    | K 48     | Réacteur à eau pressurisée | 48 MW               | 1981              | 1984            | 2023            |

### Projets abandonnés de réacteurs de propulsion
| Bâtiment | Réacteur | Type de réacteur                  | Puissance thermique | Début des travaux | Arrêt définitif du projet |
| -------- | -------- | --------------------------------- | ------------------- | ----------------- | ------------------------- |
| Q 244    |          | Réacteur à eau lourde pressurisée |                     | 1955              | 1958                      |